# Szusica (Novo Szelo)
Szusica (macedónul: Сушица) település Észak-Macedóniában, a Délkeleti körzetben, a Novo Szelo-i járásban.

## Népesség
| Lakosok száma | 1201 | 1380 | 1659 | 1852 | 1941 | 1931 | 1813 | 1811 | 936  |
|               | 1948 | 1953 | 1961 | 1971 | 1981 | 1991 | 1994 | 2002 | 2021 |

- 2002-ben 1811 lakosa volt, akik közül 1808 macedón,2 szerb és 1 egyéb.